# Ozero Negrezo
Ozero Negrezo (ryska: Озеро Негрезо) är en sjö i Belarus.   Den ligger i voblasten Vitsebsks voblast, i den norra delen av landet, 150 km nordost om huvudstaden Minsk. Ozero Negrezo ligger 149 meter över havet. Arean är 0,72 kvadratkilometer. Den sträcker sig 1,7 kilometer i nord-sydlig riktning, och 1,2 kilometer i öst-västlig riktning.
I omgivningarna runt Ozero Negrezo växer i huvudsak blandskog. Runt Ozero Negrezo är det ganska glesbefolkat, med 22 invånare per kvadratkilometer.